# Wat Chana Songkhram
Wat Chana Songkhram, que también puede transcribirse como Wat Chana Songkram o Wat Chanasongkhram (en tailandés, วัดชนะสงคราม), es un templo budista (wat) de Bangkok, Tailandia. Su nombre completo es  Wat Chanasongkhram Rajaworamahaviharn (วัดชนะสงครามราชวรมหาวิหาร) y está ubicado en el barrio Banglamphu, distrito Phra Nakhon.
Si bien no es uno de los templos más visitados, es uno de los más habituales para los viajeros debido a su cercanía con la calle Khaosan, la zona donde predominan los mochileros y los hoteles de bajo presupuesto, un área turística en sí misma.

## Historia
Originalmente llamado Wat Klang Na, el templo pertenece al período Ayutthaya. Fue custodiado por un grupo de monjes de la etnia mon, quienes lo conocían como Wat Tong Pu, al igual que el templo del mismo nombre ubicado en Ayutthaya, en homenaje a los soldados mon que encabezaron el regimiento del príncipe Maha Surasinghanat (virrey de Rama I) en batallas victoriosas contra Birmania entre 1785 y 1787.
Wat Chana Songkhram obtuvo su denominación actual tras ser restaurado bajo las órdenes del príncipe Maha Surasinghanat y asignado como templo real de segunda clase, cuando el rey Rama I decidió conmemorar aquellos triunfos bélicos (ชนะสงคราม significa victoria en la guerra).

## Diseño

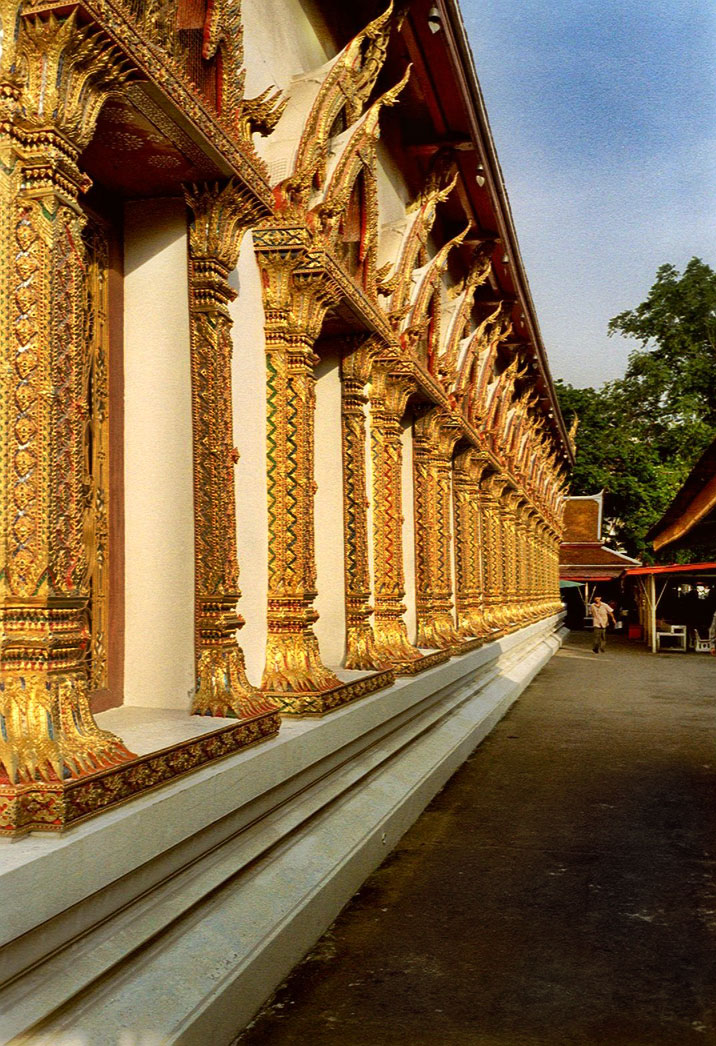
Exterior del templo.

El templo dispone de una sala de ordenación (ubosot), un altar con la imagen de Buda (llamado Phra Buddha Norasee Trilokachet Mahetthisak Puchaniyachayantakhodom Boromsasada Anaworayan), una vivienda de los monjes (kuti o guti) y un patio con estatuas, entre ellas la que homenajea al príncipe Maha Surasinghanat y la que representa al rey Taksin.

## Creencia
Los fieles que acuden a Wat Chana Songkhram confían en que podrán superar sus dificultades y alcanzar sus metas, debido a la posición sedente (sentado) de la imagen de Buda y por la estatua del príncipe Maha Surasinghanat, quien colaboró con la paz en el país con su victoria en la denominada Batalla de los Nueve Ejércitos.